# General Emiliano Zapata, Zacatecas
General Emiliano Zapata är en ort i Mexiko.   Den ligger i kommunen Guadalupe och delstaten Zacatecas, i den centrala delen av landet, 500 km nordväst om huvudstaden Mexico City. General Emiliano Zapata ligger 2 060 meter över havet och antalet invånare är 340.
Terrängen runt General Emiliano Zapata är en högslätt. Runt General Emiliano Zapata är det ganska tätbefolkat, med 160 invånare per kvadratkilometer. Närmaste större samhälle är Trancoso, 19,5 km söder om General Emiliano Zapata. Omgivningarna runt General Emiliano Zapata är i huvudsak ett öppet busklandskap.